# 1963
Il 1963 (MCMLXIII in numeri romani) è un anno  del XX secolo.

## Eventi

### Gennaio
- 22 gennaio – trattato dell'Eliseo tra Francia e Germania Ovest

### Febbraio
- 8 febbraio
  - USA: John Kennedy rende illegali viaggi, transazioni finanziarie e commerciali con Cuba.
  - Iraq: il generale Abdul Karim Kassem viene rovesciato e ucciso da un putsch militare perpetrato da esponenti del Ba'th.
- 21 febbraio – un terremoto distrugge il villaggio di Al-Marj in Libia e uccide 300 persone.

### Marzo
- Marzo – esce il primo numero di The Amazing Spider-Man di Stan Lee e Steve Ditko.
- 4 marzo – Francia: sei persone vengono condannate a morte per un attentato ai danni di Charles De Gaulle. Il primo ministro ne grazierà cinque ma il sesto verrà ucciso da un plotone di esecuzione.
- 8 marzo – Siria: il partito Ba'th prende il potere a seguito di un colpo di Stato militare.
- 17 marzo – Indonesia: eruzione del vulcano Agung vicino a Bali, che uccide migliaia di persone.
- 21 marzo – chiusura del penitenziario di Alcatraz
- 22 marzo – esce il primo LP dei Beatles dal titolo Please Please Me.
- 23 marzo – la Danimarca vince l'Eurovision Song Contest, ospitato a Londra, Regno Unito.

### Aprile
- 7 aprile – la Jugoslavia è dichiarata repubblica socialista e Josip Broz Tito è nominato presidente a vita.
- 8 aprile – il film Lawrence d'Arabia vince sette Premi Oscar.
- 9 aprile – l'ex primo ministro britannico Winston Churchill diviene cittadino onorario statunitense.
- 11 aprile – Papa Giovanni XXIII pubblica l'enciclica Pacem in Terris.
- 14 aprile – Pasqua cattolica
- 15 aprile – in 70.000 marciano verso Londra da Aldermaston per una dimostrazione contro le armi nucleari.

### Maggio
- 1º maggio – la Coca Cola lancia la sua prima bevanda a zero-calorie, la Tab.
- 2 maggio – Birmingham, Alabama: migliaia di neri, molti dei quali ragazzi, sono arrestati mentre protestano contro la segregazione.
- 4 maggio – Senegal: va a fuoco il Le Monde Theater.
- 8 maggio – Vietnam: l'Esercito della Repubblica del Vietnam, durante la festività del Vesak, spara sui Buddisti che hanno disobbedito al divieto di esposizione delle bandiere e uccide 9 persone, dando il via alla crisi buddista.

### Giugno
- 11 giugno – muore a Saigon Thích Quảng Đức, il primo monaco buddista a darsi fuoco per protesta.
- 16 giugno – Valentina Vladimirovna Tereškova è la prima donna cosmonauta.
- 21 giugno – Viene eletto papa il cardinale Giovanni Battista Montini, già Arcivescovo di Milano, che assume il nome di Paolo VI.
- 26 giugno - Berlino - Storico discorso di John Fitzgerald Kennedy, in cui pronuncia la sua famosa frase Ich bin ein Berliner.
- 30 giugno – Italia: nella Strage di Ciaculli, un attentato mafioso, perdono la vita sette uomini delle Forze dell'ordine

### Luglio
- 1º luglio – Italia: il presidente degli USA J.F.Kennedy fa visita per la prima volta all'Italia andando dapprima a Roma poi a Napoli
- 5-17 luglio - Mosca: la Conferenza internazionale dei partiti comunisti non riesce a comporre i profondi contrasti tra PCC e PCUS, segnando un momento importante verso la costituzione di due blocchi, quello filosovietico e quello filocinese, nel movimento comunista mondiale.
- 11 luglio – Sudafrica: Nelson Mandela viene accusato di sabotaggio e altri crimini equivalenti al tradimento

### Agosto
- 8 agosto – Assalto al treno postale Glasgow-Londra: nel Regno Unito, una banda di 15 rapinatori ruba 2,6 milioni di sterline in banconote.
- 28 agosto – Martin Luther King tiene il famoso discorso del I have a dream davanti al Lincoln Memorial di Washington.
- 30 agosto – con l'accordo della hotline, sancito tra USA e URSS, entra in funzione il cosiddetto Telefono rosso, una linea di comunicazione diretta tra Casa Bianca e Cremlino.

### Settembre
- 1º settembre – Belgio: è fissato il confine delle lingue. Questo servirà in funzione della federalizzazione del paese.
- 15 settembre – Movimento per i diritti civili: a Birmingham, Alabama, una bomba uccide 4 persone e ne ferisce 22.
- 16 settembre – si forma la Malaysia attraverso l'unione di Federazione della Malesia, Singapore, Sultanato del Brunei e Sarawak.
- 18 settembre – Jakarta: rivoltosi bruciano l'ambasciata inglese per protestare contro l'unione della nuova Malesia.
- 29 settembre – si apre la seconda parte del Concilio Vaticano secondo.

### Ottobre
- 2 ottobre – la Nigeria diviene una repubblica. Viene redatta la prima costituzione del paese.
- 4 ottobre – l'uragano Flora si abbatte su Cuba e Hispaniola uccidendo quasi 7.000 persone.
- 8 ottobre – Sam Cooke e la sua band vengono arrestati per aver cercato di registrare una canzone in un hotel " solo per bianchi " in Louisiana.
- 9 ottobre
  - Disastro del Vajont: una frana si stacca dal monte Toc e precipita nel bacino artificiale creato dalla diga del Vajont, provocando un'onda che travolge e distrugge il paese di Longarone.
  - Islanda: inizia una serie di eruzioni vulcaniche che porteranno alla formazione della piccola isola di Surtsey.
- 30 ottobre – viene fondata la casa automobilistica Lamborghini.

### Novembre
- 1º novembre – il Radiotelescopio di Arecibo inizia ufficialmente le proprie operazioni.
- 2 novembre – colpo di Stato in Vietnam del Sud con l'arresto e l'assassinio di Ngo Dinh Diem.
- 6 novembre – colpo di Stato in Vietnam del Sud. Dương Văn Minh diviene leader del Vietnam del Sud.
- 10 novembre – Malcolm X pronuncia uno storico discorso presso Detroit (Michigan).
- 14 novembre – Islanda: un'eruzione vulcanica forma la nuova isola di Surtsey.
- 22 novembre
  - A Dallas, in Texas, una serie di colpi di arma da fuoco, di cui sarà ufficialmente incolpata un'unica persona, Lee Harvey Oswald, raggiungono ed uccidono il Presidente degli Stati Uniti d'America John Fitzgerald Kennedy, mentre sta transitando con il corteo presidenziale di auto. Poco dopo, Lyndon B. Johnson giura come successore di JFK sull'aereo presidenziale "Air Force One"
  - Viene pubblicato il secondo LP dei Beatles dal titolo With The Beatles.
- 23 novembre – viene trasmesso in Inghilterra il primo episodio della prima stagione della serie classica di Doctor Who.
- 24 novembre – Lee Harvey Oswald viene ucciso nei sotterranei della polizia di Dallas da Jack Ruby, legato agli ambienti della malavita notturna, morto di cancro all'inizio del 1967, poco prima di testimoniare in un nuovo processo sull'evento di Dallas.
- 25 novembre – si svolgono a Washington i funerali di stato di John Fitzgerald Kennedy, alla presenza di oltre 90 tra capi di stato e di governo del mondo, e una folla di 300.000 persone.

### Dicembre
- 3 dicembre – la Commissione Warren inizia ad indagare sull'omicidio Kennedy.
- 4 dicembre – si chiude la seconda sessione del Concilio Vaticano Secondo. Vengono promulgati due documenti conciliari.
- 8 dicembre – Frank Sinatra Jr. viene rapito.
- 9 dicembre – Zanzibar ottiene l'indipendenza.
- 10 dicembre – Giulio Natta riceve il Premio Nobel per la chimica, insieme al tedesco Karl Ziegler.
- 12 dicembre – il Kenya ottiene l'indipendenza dal Regno Unito.

## Nati
Ci sono circa 3 970 voci su persone nate nel 1963; vedi la pagina Nati nel 1963 per un elenco descrittivo o la categoria Nati nel 1963 per un indice alfabetico.

## Morti
Ci sono circa 1 010 voci su persone morte nel 1963; vedi la pagina Morti nel 1963 per un elenco descrittivo o la categoria Morti nel 1963 per un indice alfabetico.

## Calendario
| Calendario 1963 | Calendario 1963 | Calendario 1963 | Calendario 1963 | Calendario 1963 | Calendario 1963 | Calendario 1963 | Calendario 1963 | Calendario 1963 | Calendario 1963 | Calendario 1963 | Calendario 1963 | Calendario 1963 | Calendario 1963 | Calendario 1963 | Calendario 1963 | Calendario 1963 | Calendario 1963 | Calendario 1963 | Calendario 1963 | Calendario 1963 | Calendario 1963 | Calendario 1963 | Calendario 1963 | Calendario 1963 | Calendario 1963 | Calendario 1963 | Calendario 1963 | Calendario 1963 | Calendario 1963 | Calendario 1963 | Calendario 1963 | Calendario 1963 |
| --------------- | --------------- | --------------- | --------------- | --------------- | --------------- | --------------- | --------------- | --------------- | --------------- | --------------- | --------------- | --------------- | --------------- | --------------- | --------------- | --------------- | --------------- | --------------- | --------------- | --------------- | --------------- | --------------- | --------------- | --------------- | --------------- | --------------- | --------------- | --------------- | --------------- | --------------- | --------------- | --------------- |
|                 | 1               | 2               | 3               | 4               | 5               | 6               | 7               | 8               | 9               | 10              | 11              | 12              | 13              | 14              | 15              | 16              | 17              | 18              | 19              | 20              | 21              | 22              | 23              | 24              | 25              | 26              | 27              | 28              | 29              | 30              | 31              |                 |
| Gennaio         | Ma              | Me              | Gi              | Ve              | Sa              | Do              | Lu              | Ma              | Me              | Gi              | Ve              | Sa              | Do              | Lu              | Ma              | Me              | Gi              | Ve              | Sa              | Do              | Lu              | Ma              | Me              | Gi              | Ve              | Sa              | Do              | Lu              | Ma              | Me              | Gi              |                 |
| Febbraio        | Ve              | Sa              | Do              | Lu              | Ma              | Me              | Gi              | Ve              | Sa              | Do              | Lu              | Ma              | Me              | Gi              | Ve              | Sa              | Do              | Lu              | Ma              | Me              | Gi              | Ve              | Sa              | Do              | Lu              | Ma              | Me              | Gi              |                 |                 |                 |                 |
| Marzo           | Ve              | Sa              | Do              | Lu              | Ma              | Me              | Gi              | Ve              | Sa              | Do              | Lu              | Ma              | Me              | Gi              | Ve              | Sa              | Do              | Lu              | Ma              | Me              | Gi              | Ve              | Sa              | Do              | Lu              | Ma              | Me              | Gi              | Ve              | Sa              | Do              |                 |
| Aprile          | Lu              | Ma              | Me              | Gi              | Ve              | Sa              | Do              | Lu              | Ma              | Me              | Gi              | Ve              | Sa              | Do              | Lu              | Ma              | Me              | Gi              | Ve              | Sa              | Do              | Lu              | Ma              | Me              | Gi              | Ve              | Sa              | Do              | Lu              | Ma              |                 |                 |
| Maggio          | Me              | Gi              | Ve              | Sa              | Do              | Lu              | Ma              | Me              | Gi              | Ve              | Sa              | Do              | Lu              | Ma              | Me              | Gi              | Ve              | Sa              | Do              | Lu              | Ma              | Me              | Gi              | Ve              | Sa              | Do              | Lu              | Ma              | Me              | Gi              | Ve              |                 |
| Giugno          | Sa              | Do              | Lu              | Ma              | Me              | Gi              | Ve              | Sa              | Do              | Lu              | Ma              | Me              | Gi              | Ve              | Sa              | Do              | Lu              | Ma              | Me              | Gi              | Ve              | Sa              | Do              | Lu              | Ma              | Me              | Gi              | Ve              | Sa              | Do              |                 |                 |
| Luglio          | Lu              | Ma              | Me              | Gi              | Ve              | Sa              | Do              | Lu              | Ma              | Me              | Gi              | Ve              | Sa              | Do              | Lu              | Ma              | Me              | Gi              | Ve              | Sa              | Do              | Lu              | Ma              | Me              | Gi              | Ve              | Sa              | Do              | Lu              | Ma              | Me              |                 |
| Agosto          | Gi              | Ve              | Sa              | Do              | Lu              | Ma              | Me              | Gi              | Ve              | Sa              | Do              | Lu              | Ma              | Me              | Gi              | Ve              | Sa              | Do              | Lu              | Ma              | Me              | Gi              | Ve              | Sa              | Do              | Lu              | Ma              | Me              | Gi              | Ve              | Sa              |                 |
| Settembre       | Do              | Lu              | Ma              | Me              | Gi              | Ve              | Sa              | Do              | Lu              | Ma              | Me              | Gi              | Ve              | Sa              | Do              | Lu              | Ma              | Me              | Gi              | Ve              | Sa              | Do              | Lu              | Ma              | Me              | Gi              | Ve              | Sa              | Do              | Lu              |                 |                 |
| Ottobre         | Ma              | Me              | Gi              | Ve              | Sa              | Do              | Lu              | Ma              | Me              | Gi              | Ve              | Sa              | Do              | Lu              | Ma              | Me              | Gi              | Ve              | Sa              | Do              | Lu              | Ma              | Me              | Gi              | Ve              | Sa              | Do              | Lu              | Ma              | Me              | Gi              |                 |
| Novembre        | Ve              | Sa              | Do              | Lu              | Ma              | Me              | Gi              | Ve              | Sa              | Do              | Lu              | Ma              | Me              | Gi              | Ve              | Sa              | Do              | Lu              | Ma              | Me              | Gi              | Ve              | Sa              | Do              | Lu              | Ma              | Me              | Gi              | Ve              | Sa              |                 |                 |
| Dicembre        | Do              | Lu              | Ma              | Me              | Gi              | Ve              | Sa              | Do              | Lu              | Ma              | Me              | Gi              | Ve              | Sa              | Do              | Lu              | Ma              | Me              | Gi              | Ve              | Sa              | Do              | Lu              | Ma              | Me              | Gi              | Ve              | Sa              | Do              | Lu              | Ma              |                 |

## Premi Nobel
In quest'anno sono stati conferiti i seguenti Premi Nobel:
- per la Pace: International Committee Of The Red Cross, League Of Red Cross Societies
- per la Letteratura: Giorgos Seferis
- per la Medicina: John Carew Eccles, Alan Lloyd Hodgkin, Andrew Fielding Huxley
- per la Fisica: Maria Goeppert-Mayer, J. Hans D. Jensen, Eugene P. Wigner
- per la Chimica: Giulio Natta, Karl Ziegler

## Sport
- 14 febbraio, Città del Messico – Dodici Stati sottoscrivono un accordo per la fondazione della World Boxing Council. Gli Stati sono: Argentina, Brasile, Cile, Filippine, Francia, Messico, Panama, Perù, Porto Rico, Regno Unito, USA e Venezuela.
- 5 maggio, Roma – L'Inter vince il suo ottavo Scudetto: è il primo trionfo per il sodalizio Angelo Moratti-Helenio Herrera, che dà il via al ciclo della Grande Inter.
- 22 maggio, Londra – Il Milan allenato da Nereo Rocco fa sua la Coppa Campioni: è la prima affermazione di una squadra italiana nel massimo torneo continentale.
- 22 luglio, Las Vegas – In un incontro valido per il titolo mondiale dei pesi massimi, Sonny Liston sconfigge Floyd Patterson e mantiene la cintura.
- 24 agosto, Germania – Ha inizio l'attuale Fußball-Bundesliga.